# 1000-km-Rennen von Brands Hatch 1970

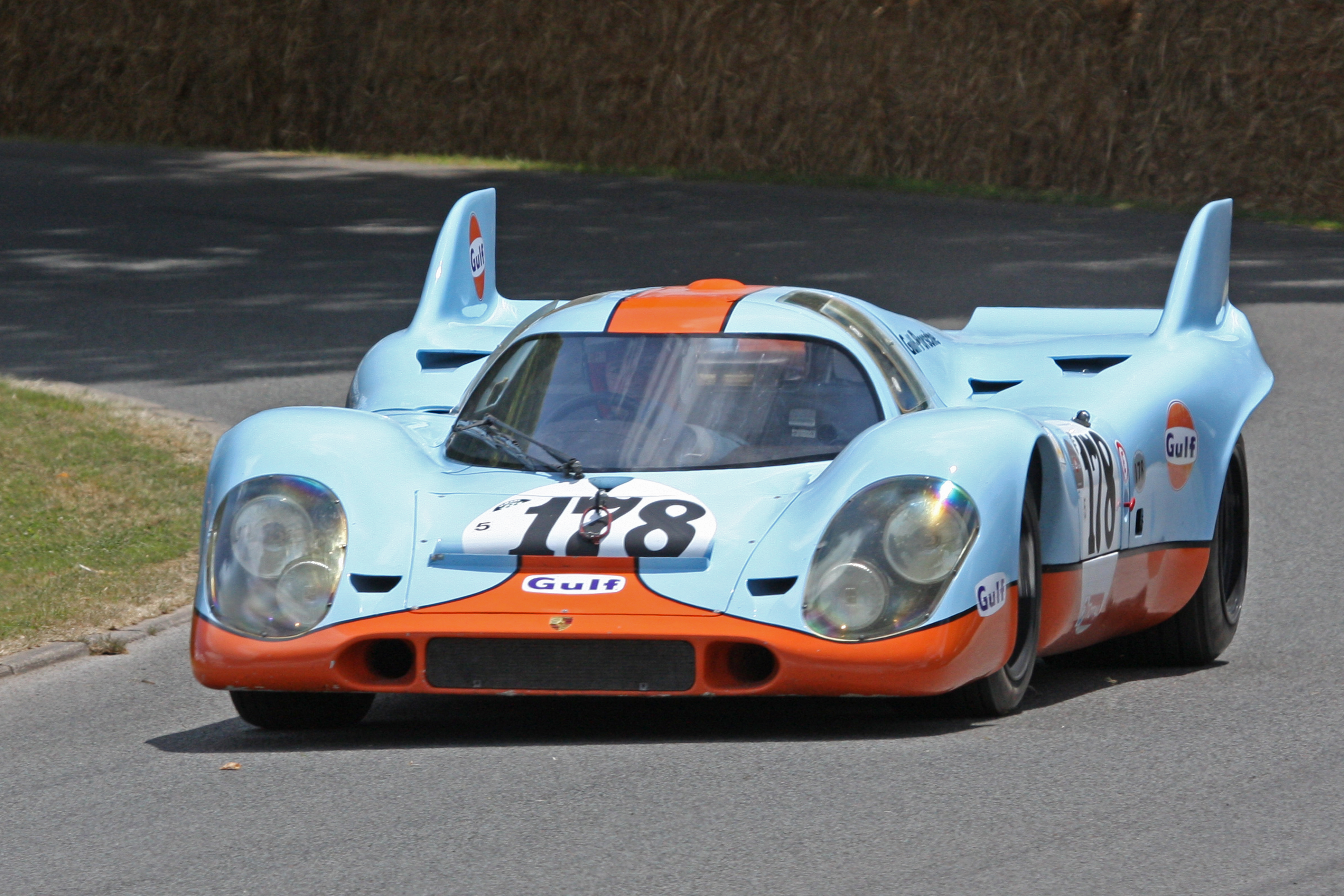
John Wyer Automotive-Porsche 917K

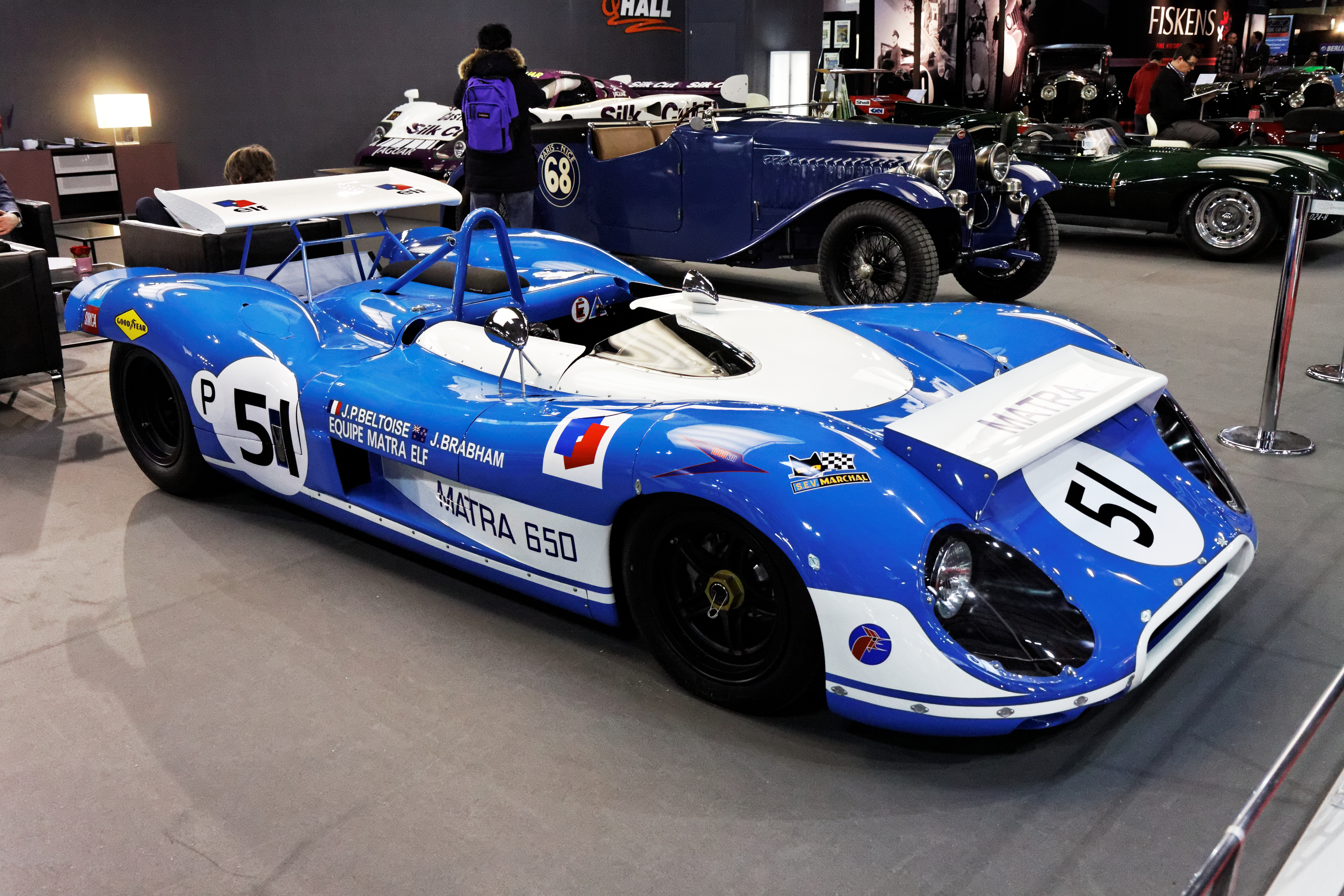
Matra MS650, Einsatzwagen von Jean-Pierre Beltoise und Jack Brabham

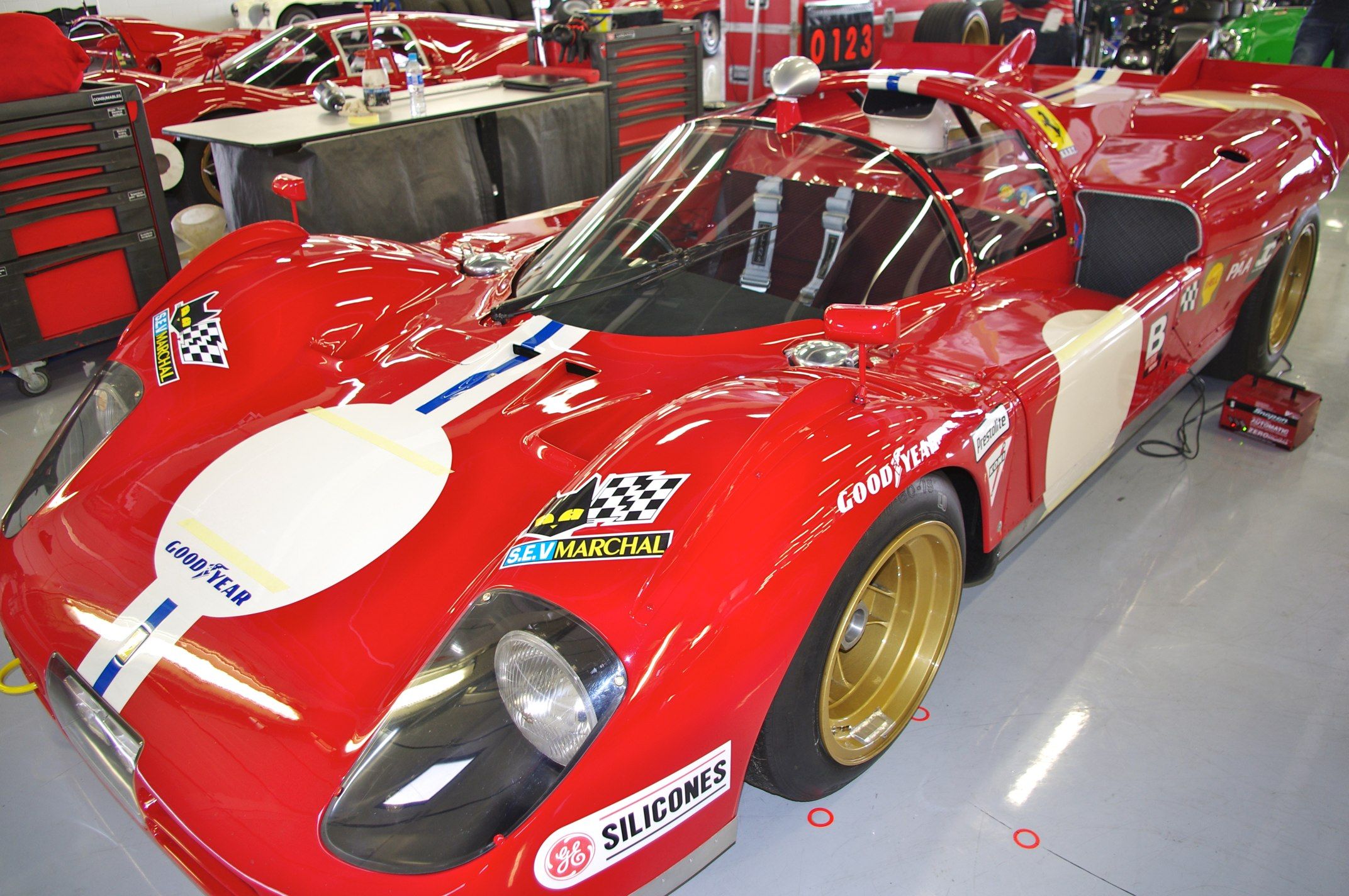
Ferrari 512S

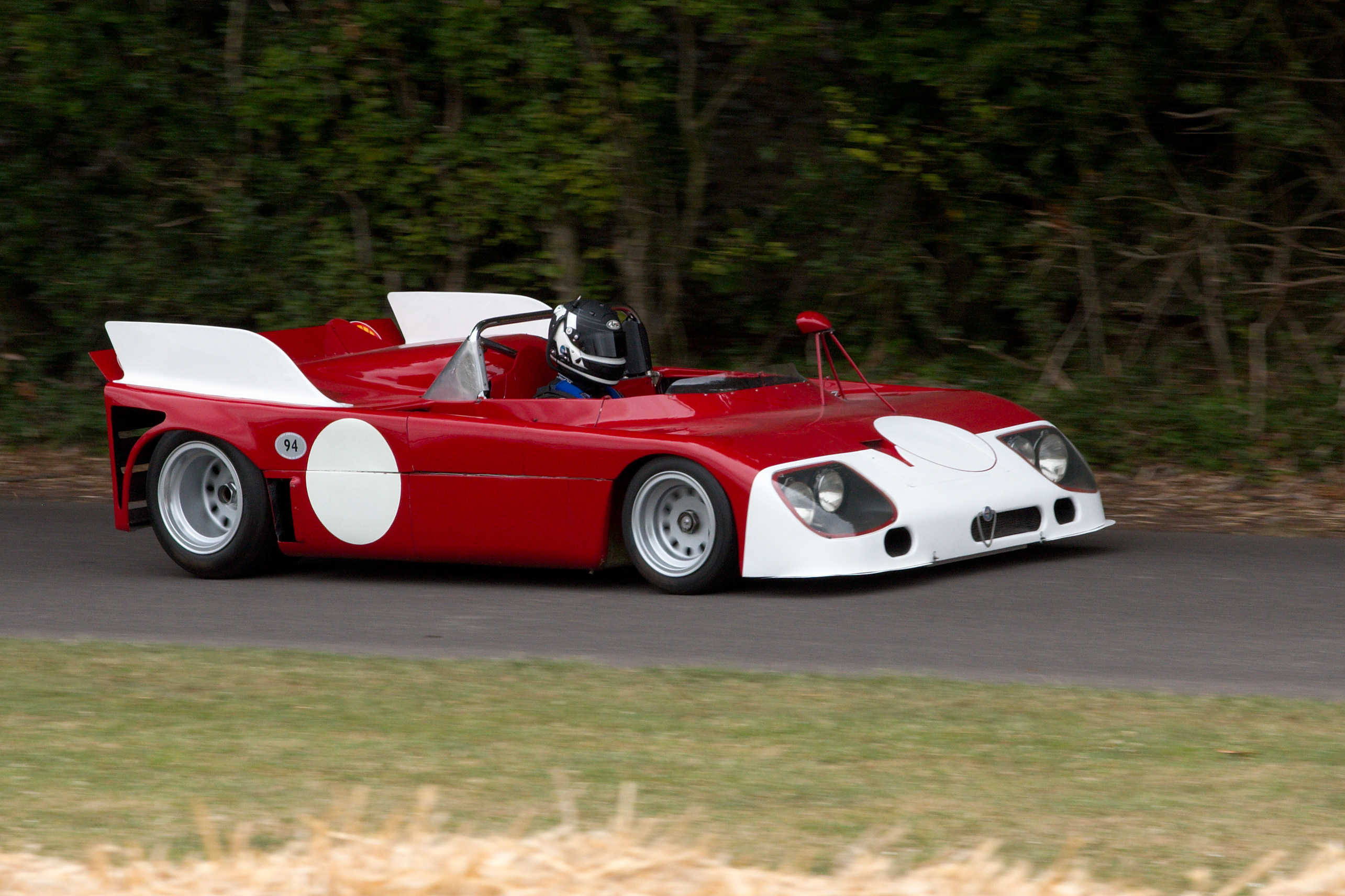
Alfa Romeo T33/3

Das 1000-km-Rennen von Brands Hatch 1970, auch BOAC 1000 Kilometres World Championship Sports Car Race, Brands Hatch, fand am 12. April in Brands Hatch statt und war der dritte Wertungslauf der Sportwagen-Weltmeisterschaft dieses Jahres.

## Vor dem Rennen
Seit 1967 war das Langstreckenrennen auf der Rennstrecke von Brands Hatch ein Bestandteil der Sportwagen-Weltmeisterschaft. Von 1967 bis 1969 wurde die Veranstaltung als 6-Stunden-Rennen ausgeschrieben. 1970 änderte der British Racing & Sports Car Club die Distanz auf 1000 Kilometer.
Das Rennen in Brands Hatch war 1970 der dritte Wertungslauf. Die Saison begann mit dem 24-Stunden-Rennen von Daytona, das mit dem Gesamtsieg von Pedro Rodríguez, Leo Kinnunen und Brian Redman im von John Wyer gemeldeten Porsche 917K endete. Beim 12-Stunden-Rennen von Sebring gab es den ersten Sieg der Scuderia Ferrari bei einem Sportwagen-Weltmeisterschaftsrennen, seit dem Erfolg von Chris Amon und Lorenzo Bandini im Ferrari 330P4 beim 1000-km-Rennen von Monza 1967. Ignazio Giunti, Nino Vaccarella und Mario Andretti gewannen im Ferrari 512S knapp vor einem Porsche 908/02, den Peter Revson und der US-amerikanische Schauspieler Steve McQueen fuhren.

## Das Rennen
Wyer-Rennleiter David Yorke meldete zwei Porsche 917K für Pedro Rodríguez/Leo Kinnunen und Jo Siffert/Brian Redman. Die beiden 917K von Porsche Salzburg fuhren Vic Elford/Denis Hulme und Richard Attwood/Hans Herrmann. Überraschend war der Start von Denis Hulme, dem Formel-1-Weltmeister von 1967, der im Team von Louise Piëch den verhinderten Kurt Ahrens ersetzte. Einen fünften 917K meldete David Piper für sich und David Hobbs. Nach dem Gewinn des Weltmeistertitels 1969 reduzierte die Porsche-Werksmannschaft das Engagement entscheidend. Für das Rennen in Brands Hatch wurden erstmals in der Saison zwei Fahrzeuge gemeldet, die jedoch beide im Besitz von Hans-Dieter Dechent waren. Den 908/02 mit der Startnummer 56 fuhren Gerhard Koch und Gérard Larrousse. Ein Fahrer des Wagens mit der Nummer 55 war der Brite Tony Dean. Dean verunfallte mit dem Wagen im Training (Rennpartner war Hans-Dieter Dechent) und konnte nicht am Rennen teilnehmen.
Auch bei der Scuderia Ferrari gab es bei den beiden gemeldeten 512S Spyder Änderungen bei den Fahrern. Chris Amon, der die Scuderia mit dem Ablauf der Saison 1969 verlassen hatte und in der Formel für March Engineering an den Start ging, kehrte in Brands Hatch zur Sportwagen-Mannschaft der Scuderia zurück. Sein Partner im Rennen war Arturo Merzario. Mit Jackie Oliver, der zum ersten Mal für Ferrari fuhr, erhielt Jacky Ickx in Brands Hatch seinen Standardpartner aus der Zeit bei John Wyer 1969 zur Seite gestellt. Einen dritten 512S meldete die Scuderia Filipinetti für Herbert Müller und Mike Parkes, einen Vierten der Deutsche Georg Loos (Teamkollege Jonathan Williams). Neben den beiden den Matra-Simca MS650 für Jack Brabham/Jean-Pierre Beltoise und Henri Pescarolo/Johnny Servoz-Gavin, kam endlich der Alfa Romeo Tipo 33 mit 3-Liter-V8-Motor zum Einsatz. Autodelta meldete einen Tipo 33 für Piers Courage und Andrea de Adamich.
Die schnellste Rundenzeit im Training erzielte Chris Amon im Ferrari 512S Spyder mit 1:28,600 Minuten, was einem Schnitt von 173,286 km/h entsprach. Zum Vergleich: Beim Großen Preis von Großbritannien, der im Juli 1970 im Brands Hatch gefahren wurde, lag die Pole-Position-Zeit bei 1:24,800 Minuten, gefahren von Jochen Rindt im Lotus 72C.
Das Rennen fand unter schlechten Wetterbedingungen statt. Trotz des strömenden Regens kamen aber 20000 Zuschauer am Renntag zur Strecke. Georg Loos verzichtete auf ein Antreten, da er keine Regenreifen hatte. Den besten Start im Regen hatte Vic Elford im Porsche 917, der Jacky Ickx (Ferrari), Jack Brabham (Matra) und Jo Siffert (Porsche) sowie das restliche Starterfeld in die erste Runde führte. Pedro Rodríguez hatte mehrere Wagen unter Gelber Flagge überholt und einige Runden lang die Warnflagge der Rennleitung, sich wieder rücküberholen zu lassen, ignoriert. Um einer im Raum stehenden Disqualifikation zu entgehen, holte die Wyer-Teamleitung den Mexikaner an die Box und ließ den Porsche so lange anhalten bis alle Wagen wieder am 917 vorbei waren. Am Porsche von Jo Siffert gab es früh einen Reifenschaden und Piers Courage hatte im Alfa Romeo auf der Zielgeraden einen Unfall im Regen.
Jacky Ickx verlor die Führung bald wieder an Vic Elford. Ickx, und später dessen Teamkollege Jackie Oliver, hatten große Probleme mit den Scheibenwischern. Beide Fahrer mussten mehrmals ungeplant die Boxen ansteuern, um die Wischerblätter wechseln zu lassen. Mit Renndauer nahm der Regen ab und die Rundenzeiten wurden besser. Mit dem Fortgang des Rennens setzten sich Rodríguez und Kinnunen deutlich vom Rest des Felds ab. Nach einem Unfall von Brian Redman, der zum Ausfall des zweiten Wyer-917 führte, war das Duo ungefährdet. Im Ziel hatten sie einen Vorsprung von fünf Runden auf den Porsche-Salzburg-917 von Elford und Hulme. Chris Amon verlor den dritten Rang durch Probleme mit der Benzinzufuhr. Zweimal kam er in der letzten Rennphase zum Nachzutanken an die Boxen und fiel am Ende noch auf den fünften Rang zurück. Dadurch kamen Attwood und Herrmann im zweiten Porsche-Salzburg-917 als Gesamtdritte ins Ziel.

## Ergebnisse

### Schlussklassement
| 1                  | S 5.0 | 10  | J. W. Automotive Engineering           | Pedro Rodríguez Leo Kinnunen            | Porsche 917K        | 235 |
| 2                  | S 5.0 | 11  | Porsche Salzburg                       | Vic Elford Denny Hulme                  | Porsche 917K        | 230 |
| 3                  | S 5.0 | 12  | Porsche Salzburg                       | Richard Attwood Hans Herrmann           | Porsche 917K        | 227 |
| 4                  | P 3.0 | 57  | Racing Team AAW                        | Gijs van Lennep Hans Laine              | Porsche 908/02      | 227 |
| 5                  | S 5.0 | 2   | Spa Ferrari SEFAC                      | Chris Amon Arturo Merzario              | Ferrari 512S Spyder | 225 |
| 6                  | P 3.0 | 56  | Martini International Racing Team      | Gérard Larrousse Gerhard Koch           | Porsche 908/02      | 217 |
| 7                  | S 5.0 | 5   | Ecurie Bonnier                         | Jo Bonnier Reine Wisell                 | Lola T70 Mk.3B GT   | 217 |
| 8                  | S 5.0 | 1   | Spa Ferrari SEFAC                      | Jacky Ickx Jackie Oliver                | Ferrari 512S Spyder | 213 |
| 9                  | S 2.0 | 28  | John L’Amie                            | John L’Amie Tommy Reid                  | Porsche 910         | 211 |
| 10                 | S 2.0 | 25  | Central Garage Mirfield Ltd.           | John Lepp George Silverwood             | Chevron B8          | 211 |
| 11                 | S 2.0 | 27  | Nick Gold                              | Mike Beuttler Nick Gold                 | Porsche 910         | 201 |
| 12                 | P 3.0 | 51  | Equipe Matra Simca                     | Jack Brabham Jean-Pierre Beltoise       | Matra-Simca MS650   | 201 |
| 13                 | S 5.0 | 3   | Scuderia Filipinetti                   | Herbert Müller Mike Parkes              | Ferrari 512S        | 197 |
| 14                 | S 2.0 | 23  | Intertech Steering Wheels              | Mike Franey Angus Clydesdale            | Chevron B8          | 197 |
| 15                 | P 2.0 | 81  | A. M. Graphic Racing Organisation      | Gerry Birrell Andrew Mylius             | Gropa CMC           | 195 |
| 16                 | P 2.0 | 79  | Roger Nathan Racing                    | Roger Nathan Mike Beckwith              | Astra RNR2          | 193 |
| 17                 | P 2.0 | 74  | Chevron Racing Team                    | John Bridges Peter Lawson               | Chevron B16         | 189 |
| Ausgefallen        |       |     |                                        |                                         |                     |     |
| 18                 | P 2.0 | 72  | Mark Konig                             | Tony Lanfranchi Mark Konig              | Nomad Mk.2          | 185 |
| 19                 | P 3.0 | 58  | Ecurie Evergreen                       | Alain de Cadenet Jorge Omar Del Rio     | Porsche 908/02      | 179 |
| 20                 | S 5.0 | 9   | J. W. Automotive Engineering           | Jo Siffert Brian Redman                 | Porsche 917K        | 176 |
| 21                 | P 3.0 | 52  | Equipe Matra Simca                     | Henri Pescarolo Johnny Servoz-Gavin     | Matra-Simca MS650   | 161 |
| 22                 | S 2.0 | 21  | Worcestershire Racing Association      | John Bamford Peter Creasey James Tangye | Chevron B8          | 112 |
| 23                 | S 2.0 | 77  | Worcestershire Racing Association      | Mike Walker John Burton                 | Chevron B16         | 101 |
| 24                 | S 2.0 | 24  | Lec Refridgeration                     | David Purley Chris Skeaping             | Chevron B8          | 88  |
| 25                 | S 2.0 | 22  | Paul Watson Race Organisation          | Trevor Twaites Peter Smith              | Chevron B8          | 73  |
| 26                 | S 2.0 | 26  | Road & Racing Accessories Holborn Ltd. | Paul Vestey Roy Pike                    | Porsche 910         | 73  |
| 27                 | P 2.0 | 76  | Digby Martland                         | Charles Lucas Digby Martland            | Chevron B16         | 69  |
| 28                 | P 2.0 | 71  | Hans-Dieter Blatzheim                  | Hans-Dieter Blatzheim Ernst Kraus       | Porsche 907         | 56  |
| 29                 | P 3.0 | 60  | Autodelta SpA                          | Piers Courage Andrea de Adamich         | Alfa Romeo T33/3    | 54  |
| 30                 | S 5.0 | 7   | Grand Bahama Racing Team               | Mike De Udy Frank Gardner               | Lola T70 Mk.3B GT   | 26  |
| 31                 | P 3.0 | 59  | Ecurie Evergreen                       | Chris Craft Trevor Taylor               | McLaren M8C         | 25  |
| 32                 | P 2.0 | 82  | Daren Cars Ltd.                        | Jeremy Richardson Peter Brown           | Daren Mk.2          | 12  |
| 33                 | P 2.0 | 75  | Chevron Racing Team                    | John Hine Ian Skailes                   | Chevron B16         | 9   |
| 34                 | S 5.0 | 6   | Sid Taylor Racing                      | Barrie Smith Howden Ganley              | Lola T70 Mk.3B GT   | 1   |
| Nicht gestartet    |       |     |                                        |                                         |                     |     |
| 35                 | S 5.0 | 4   | Gelo Racing Team                       | Georg Loos Jonathan Williams            | Ferrari 512S        | 1   |
| 36                 | S 5.0 | 14  | David Piper                            | David Piper David Hobbs                 | Porsche 917K        | 2   |
| 37                 | P 3.0 | 53  | A. R. J. Max Wilson                    | Max Wilson Mac Daghorn                  | Lola T70P           | 3   |
| 38                 | P 3.0 | 55  | Martini International Racing Team      | Tony Dean Hans-Dieter Dechent           | Porsche 908/02      | 4   |
| 39                 | S 5.0 | T   | J. W. Automotive Engineering           | Leo Kinnunen David Hobbs                | Porsche 917K        | 5   |
| 40                 | S 2.0 | T   | Tony Goodwin                           | Tony Goodwin Peter Taggart              | Chevron B6          | 6   |
| 41                 | S 2.0 | 22T | Paul Watson Race Organisation          | Trevor Twaites Peter Smith              | Chevron B8          | 7   |
| Nicht qualifiziert |       |     |                                        |                                         |                     |     |
| 42                 | P 2.0 | 78  | Brian Robinson                         | Brian Robinson Barrie Maskell           | Chevron B16         | 8   |

1 keine Regenreifen
2 Antriebswellenschaden im Training
3 zurückgezogen
4 Motorschaden im Training
5 Trainingswagen
6 Trainingswagen
7 Trainingswagen
9 nicht qualifiziert

### Nur in der Meldeliste
Hier finden sich Teams, Fahrer und Fahrzeuge, die ursprünglich für das Rennen gemeldet waren, aber aus den unterschiedlichsten Gründen daran nicht teilnahmen.
| Pos. | Klasse | Nr. | Team                             | Fahrer                               | Chassis           |
| ---- | ------ | --- | -------------------------------- | ------------------------------------ | ----------------- |
| 43   | S 5.0  | 8   | A & J Motors Chadwell Heath Ltd. | Derek Bell Terry Croker              | Lola T70 Mk.3B GT |
| 44   | P 3.0  | 54  | Paul Watson Race Organisation    | Alistair Cowin John Wilson           | Chevron B12       |
| 45   | P 2.0  | 73  | Levi’s International Racing      | Yves Deprez Julien Vernaeve          | Chevron B16       |
| 46   | P 2.0  | 80  | Guy Edwards                      | Guy Edwards Mike Franey Roger Enever | Astra RNR2        |
| 47   | P 2.0  | 83  | Taydec Cars T. R. Clapham        | Malcolm Payne Geoff Breakell         | Taydec Mk.II      |

### Klassensieger
| Klasse | Fahrer          | Fahrer        | Fahrzeug       | Platzierung im Gesamtklassement |
| ------ | --------------- | ------------- | -------------- | ------------------------------- |
| P 3.0  | Gijs van Lennep | Hans Laine    | Porsche 908/02 | Rang 4                          |
| P 2.0  | Gerry Birrell   | Andrew Mylius | Gropa CMC      | Rang 15                         |
| S 5.0  | Pedro Rodriguez | Leo Kinnunen  | Porsche 917K   | Gesamtsieg                      |
| S 2.0  | John L’Amie     | Tommy Reid    | Porsche 910    | Rang 9                          |

### Renndaten
- Gemeldet: 42
- Gestartet: 34
- Gewertet: 21
- Rennklassen: 4
- Zuschauer: 20000
- Wetter am Renntag: Regen
- Streckenlänge: 4,265 km
- Fahrzeit des Siegerteams: 6:45:29,600 Stunden
- Gesamtrunden des Siegerteams: 235
- Gesamtdistanz des Siegerteams: 1002,219 km
- Siegerschnitt: 148,296 km/h
- Pole Position: Chris Amon – Ferrari 512S Spyder (#2) – 1:28,600 = 173,286 km/h
- Schnellste Rennrunde: unbekannt
- Rennserie: 3. Lauf zur Sportwagen-Weltmeisterschaft 1970
- Rennserie: 3. Lauf zur Britischen Sportwagen-Meisterschaft 1970